# Karl Friedrich Reiche
Pour les articles homonymes, voir Reiche.
Karl Friedrich Reiche (ou Carlos Federico Reiche) est un botaniste saxon, né le 31 octobre 1860 à Dresde et mort le 26 février 1929 à Munich.

## Biographie
Karl Friedrich Reiche obtient son doctorat en 1885 à Leipzig. Il est correspondant de la Deutschen Botanischen Gesellschaft (Société botanique allemande). Il enseigne dans les universités du Chili et du Mexique. Il est un collaborateur bénévole du Jardin botanique de l'Université de Munich (Botanische Staatssammlung Botanischer Garten München-Nymphenburg) de Munich.
Les genres Reichea (aujourd’hui Myrcianthes) de la famille des Myrtaceae, Reichenecactus de la famille des Cactaceae et Reicheella (en) de la famille des Caryophyllaceae lui ont été dédiés. 

## Liste partielle des publications

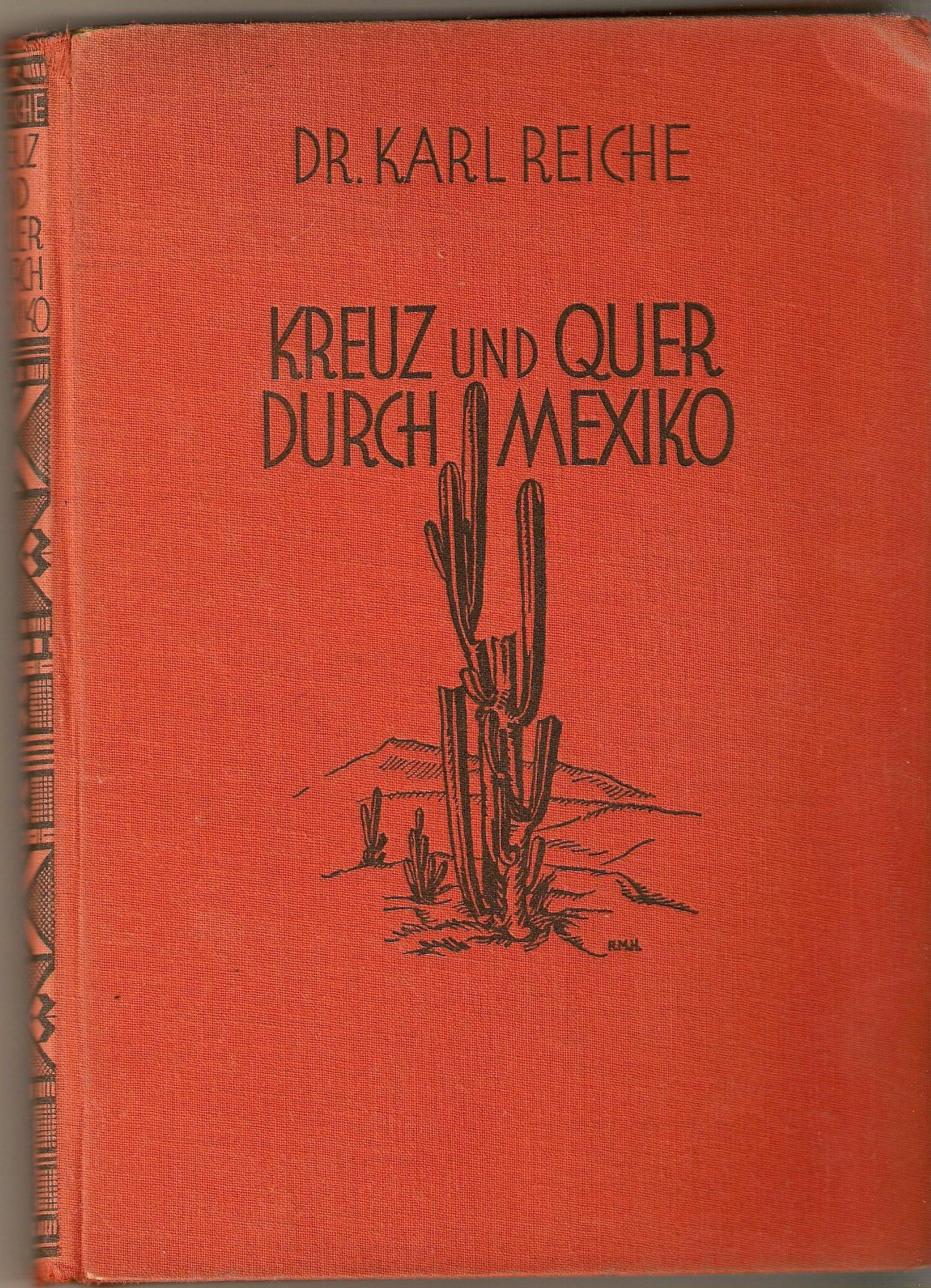
Sillonner le Mexique
par Karl Reiche

- Beiträge zur Kenntnis der chilenischen Buchen. In: Verhandlungen des Deutschen Wissenschaftlichen Vereins Santiago. Band III. Valparaiso, G. Helfmann, 1897.
- Jeografía botánica del Rio Manso. Anales de la Universidad Santiago, Impr. Cervantes, 1898.
- Die Verbreitungsverhältnisse der chilenischen Koniferen. In: Verhandlungen des Deutschen Wissenschaftlichen Vereins Santiago. Band IV. Valparaiso, G. Helfmann, 1900.
- Grundzüge der Pflanzenverbreitung in Chile (Die Vegetation der Erde; 8). Leipzig 1907 (Reprint Gantner: Vaduz, 1976).
- Kreuz und quer durch Mexiko. Aus dem Wanderbuch eines deutschen Gelehrten. Deutsche Buchwerkstätten, Leipzig 1930.

- Estudios críticos de la Flora de Chile. 1894–1911
- Geografía botánica de Chile. 1934
- La vegetación de los alrededores de la capital de México. 1924.
- Flora excursoria en el Valle Central de México. 1926.